# Navarro County
Navarro County je okres ve státě Texas v USA. K roku 2010 zde žilo 47 735 obyvatel. Správním městem okresu je Corsicana. Celková rozloha okresu činí 2 813 km².